# Jill Tuck
Jillian Tuck è un personaggio immaginario creato da James Wan e Leigh Whannell, ideatori della serie cinematografica Saw.
È interpretata da Betsy Russell.

## Biografia
Jill Tuck è moglie di John Kramer, un ingegnere civile che vuole fare apprezzare agli altri il dono della vita, oltre che la proprietaria di un centro di recupero per tossicodipendenti, il cui slogan è "Abbi cura della tua vita", ideato da John. Una notte, quando Jill aveva finito il suo turno nella clinica e stava per raggiungere John nell'automobile, un tossicodipendente, Cecil Addams, minaccia Jill con un cacciavite ed entra nella clinica per prelevare dei farmaci, ma, uscendo, chiude la porta sul ventre di Jill, incinta di 7 mesi, facendole perdere il bambino. Poco dopo, a John viene diagnosticato un cancro al lobo frontale: John tenta il suicidio ma si salva miracolosamente e così nasce il riabilitatore JIGSAW.
Anche se è stato creato a fin di bene, questo lato di John non è mai piaciuto a Jill. Dopo la morte di John, Jill riceve in eredità una scatola contenente la trappola per orsi utilizzata nel primo film per intrappolare Amanda e 6 buste. Successivamente Jill viene esclusa dai giochi da Mark Hoffman, poiché egli voleva continuare il gioco da solo, quindi chiede a Jill tutte le buste ma ella gli dà solo le prime 5, senza rivelargli la presenza di una sesta.
Verso la fine del sesto film, Jill lancia a Mark una scarica elettrica e gli lega i polsi ad una sedia, intrappolandolo nella trappola per orsi al contrario. Dopodiché se ne va dicendo "GAME OVER" e rivela a Mark che le prime 5 buste erano per lui mentre la sesta era per lei. Mark riesce a liberarsi e a sopravvivere e Jill si vede costretta a scappare. Riesce a raggiungere una centrale di polizia dove chiede all'agente Gibson protezione, in cambio gli rivela la vera identità di Mark Hoffman. Mark uccide Gibson e raggiunge Jill, le lega i polsi ad una sedia, le mette in testa la tagliola e la uccide senza pietà, proprio come lei aveva tentato di fare con lui.